# 赫勒斯滂弗里吉亚
赫勒斯滂弗里吉亚(Hellēspontiakē Phrygia)或小弗里吉亚 (μικρᾶ Φρυγία, mikra Phrygia)是一个波斯总督省，在安纳托利亚西北，位于赫勒斯滂的东南部。 其治所是Dascylium，并且在该省大多数存在时期由波斯Pharnacid王朝世袭统治。  连同大弗里吉亚，共同组成弗里吉亚地区。

## 历史
该省是小亚细亚西部行政区划调整期间建置于前5世纪初期， 是阿契美尼德王朝领土中最重要的一部分。 它被一个波斯世袭王朝 Pharnacids统治，同阿契美尼德王朝有紧密联系。
在亚历山大大帝征服阿契美尼德波斯之后，在前334年，他任命卡拉斯（Calas），一位马其顿将军统治赫勒斯滂弗里吉亚，之后他派帕纽曼（Parmenio）在该省治所Dascylium保障该地区安全。 卡拉斯，是第一个非阿契美尼德的统治者，被授予波斯头衔总督（Satrap），而非马其顿头衔，亚历山大让卡拉斯收集如同大流士三世一样的贡品。 前323年， 亚历山大死亡之后，总督职位被授予列昂納托斯，后者在拉米亚战争中阵亡。 该地区被利西马科斯占领，在 庫魯佩迪安戰役 (281BC)后并入了塞琉古帝国，并最终完整的并入比提尼亞王国。

## 赫勒斯滂弗里吉亚总督
- Artabazos I of Phrygia - r. 477 - 455 (?)
- Pharnabazus I - r. 455 (?) - before 430
- Pharnaces II - r. before 430 - after 422
- 法尔纳巴佐斯二世 - r. before 413 - 387
- Ariobarzanes of Phrygia - r. 387-363/362
- 阿爾塔巴左斯二世 - r. 363/362-353
- Arsites - r. 353-334

### 亚历山大帝国任命的总督
- Calas - r. 334-323
- 列昂納托斯 - r. 323-321